# Elecciones provinciales de Mendoza de 1963
Las elecciones generales de la provincia de Mendoza de 1963 tuvieron lugar el domingo 7 de julio del mencionado año con el objetivo de restaurar las instituciones democráticas constitucionales de la provincia después del golpe de Estado del 29 de marzo de 1962 que derrocó al gobierno de Arturo Frondizi y lo reemplazó por el controvertido gobierno de José María Guido. Fueron las decimoquintas elecciones provinciales mendocinas desde la instauración del sufragio secreto. Los comicios tuvieron lugar en el marco de la proscripción del peronismo de la vida política argentina, al mismo tiempo que el expresidente Frondizi se encontraba detenido. Por tal motivo, se considera que las elecciones no fueron completamente libres y justas. Se debía elegir al Goberandor y al Vicegobernador, a los 36 escaños de la Cámara de Diputados, y a los 27 senadores provinciales por sección electoral, conformando los poderes ejecutivo y legislativo de la provincia para el período 1963-1966. Fue la última ocasión en la que el gobernador electo tendría un mandato de solo tres años.
Luego de que el Frente Nacional y Popular, conformado por el peronismo, el frondicismo y otros sectores políticos en contra de la proscripción fuera disuelto por las autoridades, desde el exilio el expresidente Juan Domingo Perón llamó a sus seguidores a votar en blanco. Lo mismo hicieron varios frondicistas y el Partido Comunista (PCA), que también tenía prohibido presentarse a elecciones. En Mendoza, sin embargo, se presentaron dos candidaturas por el peronismo concurrencista, la de Ernesto Corvalán Nanclares, del Partido Tres Banderas, y la de Pedro Cámpora, del Partido Blanco. Decio Narvajo, candidato a vicegobernador de Cámpora, obedeció las órdenes de Perón y declinó su candidatura. La Unión Cívica Radical del Pueblo (UCRP), sector del radicalismo favorable a la proscripción, presentó a Leopoldo Suárez como candidato. El Partido Demócrata (PD), fuerza conservadora gobernante antes del golpe, presentó a Francisco Gabrielli, gobernador al momento de la intervención.
En última instancia, la división del peronismo entre dos candidaturas concurrencistas y el voto en blanco llevaron a un triunfo de Gabrielli, con el 28,25% de los votos válidamente emitidos, seguido por Suárez con un 20,33%. Corvalán y Cámpora obtuvieron el 19,45% y el 17,57% respectivamente. Las demás candidaturas no recibieron más de un 6% de los votos. La participación fue del 87,16% del electorado registrado.
El 28 de agosto de 1963 el Colegio Electoral eligió a Francisco Gabrielli y Félix Roberto Aguinaga con 36 votos, sumando los votos del Partido Demócrata, la Unión Cívica Radical del Pueblo y Unión del Pueblo Argentino. Ernesto Corvalán Nanclares tuvo 25 votos del Partido Tres Banderas y el Partido Blanco y Juan Egea 2 votos del Partido Socialista Argentino.

## Cargos a elegir
| Sección Electoral | Electores | Diputados | Senadores |
| ----------------- | --------- | --------- | --------- |
| 1                 | 21        | 12        | 9         |
| 2                 | 22        | 12        | 9         |
| 3                 | 21        | 12        | 9         |
| Total             | 64        | 36        | 27        |

## Resultados

### Gobernador y Vicegobernador
|  | 28,18 % |

|  | 20,31 % |

|  | 19,38 % |

|  | 17,78 % |

|  | 5,14 % |

|  | 3,99 % |

|  | 2,96 % |

|  | 1,56 % |

|  | 0,69 % |

|  | 0,00 % |

|  | 95,02 % |

|  | 4,68 % |

|  | 0,30 % |

|  | 100 % |

#### Resultados por secciones electorales

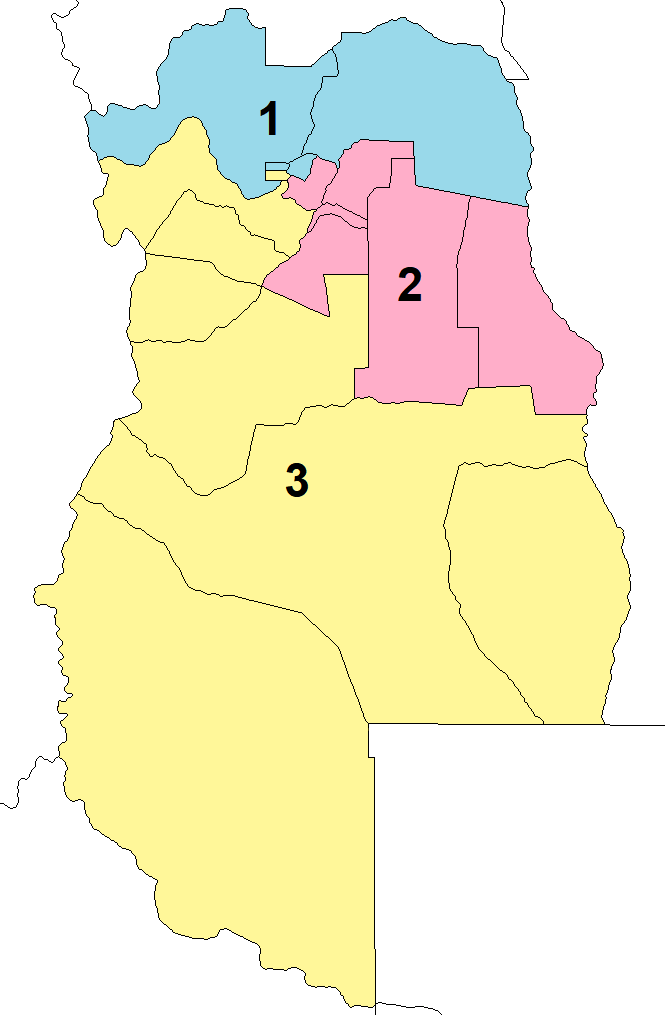
Secciones electorales de Mendoza:
1ª Sección
2ª Sección
3ª Sección

| 1ª Sección Electoral 21 Electores | 1ª Sección Electoral 21 Electores         | 1ª Sección Electoral 21 Electores | 1ª Sección Electoral 21 Electores | 1ª Sección Electoral 21 Electores | 1ª Sección Electoral 21 Electores |
| Partido                           | Partido                                   | Votos                             | %                                 | Bancas                            | Electos |
| --------------------------------- | ----------------------------------------- | --------------------------------- | --------------------------------- | --------------------------------- | --- |
|                                   | Partido Demócrata (PD)                    | 46.352                            | 33,13                             | 8/21                              | Ver electos: - Manuel Vila - Juan Ramón Guevara - Raquel Odoriz - Tomás Fornero - Carlos Alberto Vicchi - José Morales - Elíaz Nazar - Damiel Romera |
|                                   | Partido Tres Banderas (PTB)               | 27.338                            | 19,54                             | 4/21                              | Ver electos: - Carlos Mathus Hoyos - Santos Gelardi - José Fernández Santalla - Eliseo Castro                                                        |
|                                   | Unión Cívica Radical del Pueblo (UCRP)    | 24.804                            | 17,73                             | 4/21                              | Ver electos: - Hernán Cortés - Guillermo Petra Sierralta - Alicia C. Romagnolo de Polito - Miguel Yubero                                             |
|                                   | Partido Blanco (PB)                       | 22.791                            | 16,29                             | 3/21                              | Ver electos: - Ramón N. Jorge Reynals - Fausto Ruiz - Carlos Hipólito Basualdo                                                                       |
|                                   | Partido Socialista Argentino (PSA)        | 5.821                             | 4,16                              | 1/21                              | - Mario Migani |
|                                   | Unión del Pueblo Argentino (UDELPA)       | 5.778                             | 4,13                              | 1/21                              | - Bernabé Cortijo |
|                                   | Unión Cívica Radical Intransigente (UCRI) | 4.033                             | 2,88                              |                                   | |
|                                   | Partido Demócrata Cristiano (PDC)         | 2.099                             | 1,50                              |                                   | |
|                                   | Partido Demócrata Progresista (PDP)       | 898                               | 0,64                              |                                   | |
|                                   | Partido Conservador Popular (PCP)         | 2                                 | 0,00                              |                                   | |
|                                   |                                           |                                   |                                   |                                   | |
| Votos positivos                   | Votos positivos                           | 139.916                           | 94,61                             |                                   | |
| Votos en blanco                   | Votos en blanco                           | 7.349                             | 4,97                              |                                   | |
| Votos anulados                    | Votos anulados                            | 616                               | 0,42                              |                                   | |
| Total de votos                    | Total de votos                            | 147.881                           | 100                               |                                   | |
| 2ª Sección Electoral 22 Electores |                                           |                                   |                                   |                                   | |
| Partido                           | Partido                                   | Votos                             | %                                 | Bancas                            | Electos |
|                                   | Unión Cívica Radical del Pueblo (UCRP)    | 24.099                            | 27,62                             | 7/22                              | Ver electos: - Roque Primitivo Ghellinaza - José Abraham - José Ángel Culotta - Pedro Vallone - Nicolás Arancibia - Enrique Bandoni - Luis Profili   |
|                                   | Partido Demócrata (PD)                    | 20.369                            | 23,35                             | 6/22                              | Ver electos: - Mauricio J. Beck - Eugenio Jardel - Leonardo Sarcinella - Heriberto Camus - Juan Da Rold - Armando Leytes                             |
|                                   | Partido Tres Banderas (PTB)               | 16.982                            | 19,46                             | 5/22                              | Ver electos: - Enrique Ruiz Claro - Oliver Cue - Francisco Rogelio Flores - Francisco Juan Mateo - Rosita Zárate                                     |
|                                   | Partido Blanco (PB)                       | 15.718                            | 18,01                             | 4/22                              | Ver electos: - Pablo Bruno Correa - Heriberto Carlos Suárez - Ángel José Jas - Felipe A. Ortiz                                                       |
|                                   | Partido Socialista Argentino (PSA)        | 3.094                             | 3,55                              |                                   | |
|                                   | Unión del Pueblo Argentino (UDELPA)       | 3.073                             | 3,52                              |                                   | |
|                                   | Unión Cívica Radical Intransigente (UCRI) | 2.116                             | 2,43                              |                                   | |
|                                   | Partido Demócrata Cristiano (PDC)         | 1.239                             | 1,42                              |                                   | |
|                                   | Partido Demócrata Progresista (PDP)       | 561                               | 0,64                              |                                   | |
|                                   |                                           |                                   |                                   |                                   | |
| Votos positivos                   | Votos positivos                           | 87.251                            | 94,97                             |                                   | |
| Votos en blanco                   | Votos en blanco                           | 4.471                             | 4,87                              |                                   | |
| Votos anulados                    | Votos anulados                            | 149                               | 0,16                              |                                   | |
| Total de votos                    | Total de votos                            | 91.871                            | 100                               |                                   | |
| 3ª Sección Electoral 21 Electores |                                           |                                   |                                   |                                   | |
| Partido                           | Partido                                   | Votos                             | %                                 | Bancas                            | Electos |
|                                   | Partido Demócrata (PD)                    | 39.572                            | 26,38                             | 6/21                              | Ver electos: - Raúl Benegas - José Ruano - León Guillenot - Raquel Delgado - Julio Argentino Salomón - Abraham Neme                                  |
|                                   | Partido Tres Banderas (PTB)               | 28.770                            | 19,18                             | 5/21                              | Ver electos: - Ricardo Lemos Quiroga - Francisco C. R. Marco - José Yanardi - Alonso Romero - Gabriel Blanco                                         |
|                                   | Partido Blanco (PB)                       | 28.539                            | 19,02                             | 4/21                              | Ver electos: - Teófilo Sosa - Miguel Sevilla - Gerardo Federicci - Jesús Díaz                                                                        |
|                                   | Unión Cívica Radical del Pueblo (UCRP)    | 27.720                            | 18,48                             | 4/21                              | Ver electos: - Roberto Luis Videla - Bartolomé Alberto Piacenza - Miguel Garnica - Daniel Alberto I. López Romera                                    |
|                                   | Partido Socialista Argentino (PSA)        | 10.480                            | 6,99                              | 1/21                              | - Luis González |
|                                   | Unión del Pueblo Argentino (UDELPA)       | 6.215                             | 4,14                              | 1/21                              | - Antonio Lafalla |
|                                   | Unión Cívica Radical Intransigente (UCRI) | 5.018                             | 3,34                              |                                   | |
|                                   | Partido Demócrata Cristiano (PDC)         | 2.539                             | 1,69                              |                                   | |
|                                   | Partido Demócrata Progresista (PDP)       | 1.158                             | 0,77                              |                                   | |
|                                   | Partido Conservador Popular (PCP)         | 5                                 | 0,00                              |                                   | |
|                                   |                                           |                                   |                                   |                                   | |
| Votos positivos                   | Votos positivos                           | 150.016                           | 95,42                             |                                   | |
| Votos en blanco                   | Votos en blanco                           | 6.776                             | 4,31                              |                                   | |
| Votos anulados                    | Votos anulados                            | 423                               | 0,27                              |                                   | |
| Total de votos                    | Total de votos                            | 157.215                           | 100                               |                                   | |

### Cámara de Diputados
|  | 27,62 % |

|  | 20,21 % |

|  | 19,46 % |

|  | 17,93 % |

|  | 5,35 % |

|  | 4,10 % |

|  | 2,98 % |

|  | 1,57 % |

|  | 0,72 % |

|  | 0,06 % |

|  | 95,00 % |

|  | 4,70 % |

|  | 0,30 % |

|  | 100 % |

#### Resultados por secciones electorales
| 1ª Sección Electoral 12 Diputados | 1ª Sección Electoral 12 Diputados         | 1ª Sección Electoral 12 Diputados | 1ª Sección Electoral 12 Diputados | 1ª Sección Electoral 12 Diputados | 1ª Sección Electoral 12 Diputados                                                                                         |
| Partido                           | Partido                                   | Votos                             | %                                 | Bancas                            | Electos |
| --------------------------------- | ----------------------------------------- | --------------------------------- | --------------------------------- | --------------------------------- | --- |
|                                   | Partido Demócrata (PD)                    | 45.310                            | 32,44                             | 5/12                              | - Carlos A. Videla Zapata - Carlos Eduardo Vicchi - Ovidio Vera Arenas - Raúl Bustos Morán - Teresa Camarasa de Apugliese |
|                                   | Partido Tres Banderas (PTB)               | 27.423                            | 19,63                             | 3/12                              | - Julio César Ortiz - Antero Diógenes Lima - Jorge Aldo Merino                                                            |
|                                   | Unión Cívica Radical del Pueblo (UCRP)    | 24.707                            | 17,69                             | 2/12                              | - Erminia A. Ramos de Vázquez - Roberto J. López                                                                          |
|                                   | Partido Blanco (PB)                       | 22.973                            | 16,45                             | 2/12                              | - Francisco Martínez Parra - Héctor Spinelli                                                                              |
|                                   | Partido Socialista Argentino (PSA)        | 6.007                             | 4,30                              |                                   | |
|                                   | Unión del Pueblo Argentino (UDELPA)       | 5.953                             | 4,26                              |                                   | |
|                                   | Unión Cívica Radical Intransigente (UCRI) | 4.055                             | 2,90                              |                                   | |
|                                   | Partido Demócrata Cristiano (PDC)         | 2.110                             | 1,51                              |                                   | |
|                                   | Partido Demócrata Progresista (PDP)       | 942                               | 0,67                              |                                   | |
|                                   | Cruzada Acción Nacional (CAN)             | 212                               | 0,15                              |                                   | |
|                                   |                                           |                                   |                                   |                                   | |
| Votos positivos                   | Votos positivos                           | 139.692                           | 94,61                             |                                   | |
| Votos en blanco                   | Votos en blanco                           | 7.349                             | 4,98                              |                                   | |
| Votos anulados                    | Votos anulados                            | 616                               | 0,42                              |                                   | |
| Total de votos                    | Total de votos                            | 147.657                           | 100                               |                                   | |
| 2ª Sección Electoral 12 Diputados |                                           |                                   |                                   |                                   | |
| Partido                           | Partido                                   | Votos                             | %                                 | Bancas                            | Electos |
|                                   | Unión Cívica Radical del Pueblo (UCRP)    | 23.771                            | 27,41                             | 4/12                              | - Arturo González Martín - Guillermo Brandolín - Roberto Berloin - Modesto Duilio Lamba                                   |
|                                   | Partido Demócrata (PD)                    | 19.968                            | 23,02                             | 3/12                              | - Bonifacio Cejuela - José María Bernal - Ramón Mucarcel                                                                  |
|                                   | Partido Tres Banderas (PTB)               | 16.992                            | 19,59                             | 3/12                              | - Pablo Bellene - Santos Ghelardi (h) - Enrique Corvalán Lima                                                             |
|                                   | Partido Blanco (PB)                       | 15.850                            | 18,27                             | 2/12                              | - Francisca Angélica Sagás de Quiroga - Gerónimo Morgante Panella                                                         |
|                                   | Partido Socialista Argentino (PSA)        | 3.136                             | 3,62                              |                                   | |
|                                   | Unión del Pueblo Argentino (UDELPA)       | 3.056                             | 3,52                              |                                   | |
|                                   | Unión Cívica Radical Intransigente (UCRI) | 2.145                             | 2,47                              |                                   | |
|                                   | Partido Demócrata Cristiano (PDC)         | 1.249                             | 1,44                              |                                   | |
|                                   | Partido Demócrata Progresista (PDP)       | 565                               | 0,65                              |                                   | |
|                                   | Cruzada Acción Nacional (CAN)             | 3                                 | 0,00                              |                                   | |
|                                   |                                           |                                   |                                   |                                   | |
| Votos positivos                   | Votos positivos                           | 86.735                            | 94,94                             |                                   | |
| Votos en blanco                   | Votos en blanco                           | 4.471                             | 4,89                              |                                   | |
| Votos anulados                    | Votos anulados                            | 149                               | 0,16                              |                                   | |
| Total de votos                    | Total de votos                            | 91.355                            | 100                               |                                   | |
| 3ª Sección Electoral 12 Diputados |                                           |                                   |                                   |                                   | |
| Partido                           | Partido                                   | Votos                             | %                                 | Bancas                            | Electos |
|                                   | Partido Demócrata (PD)                    | 38.579                            | 25,79                             | 4/12                              | - Amado Sad - Guillermo Mosso - Luis A. Abbona - David T. Zapata                                                          |
|                                   | Partido Tres Banderas (PTB)               | 28.753                            | 19,22                             | 3/12                              | - Reinaldo Reta Corvalán - Juana Pacheco de Rodríguez - Juan Bertomeu                                                     |
|                                   | Partido Blanco (PB)                       | 28.602                            | 19,12                             | 2/12                              | - Julia Barrera de Bajouth - Aurelio Corvalán                                                                             |
|                                   | Unión Cívica Radical del Pueblo (UCRP)    | 27.496                            | 18,38                             | 2/12                              | - Nelson Andrés Balmaceda - Miguel Gregorio Kronhaus                                                                      |
|                                   | Partido Socialista Argentino (PSA)        | 10.990                            | 7,35                              | 1/12                              | - Emilio Levy Ferrer |
|                                   | Unión del Pueblo Argentino (UDELPA)       | 6.392                             | 4,27                              |                                   | |
|                                   | Unión Cívica Radical Intransigente (UCRI) | 4.998                             | 3,34                              |                                   | |
|                                   | Partido Demócrata Cristiano (PDC)         | 2.561                             | 1,71                              |                                   | |
|                                   | Partido Demócrata Progresista (PDP)       | 1.184                             | 0,79                              |                                   | |
|                                   | Cruzada Acción Nacional (CAN)             | 8                                 | 0,01                              |                                   | |
|                                   |                                           |                                   |                                   |                                   | |
| Votos positivos                   | Votos positivos                           | 149.563                           | 95,41                             |                                   | |
| Votos en blanco                   | Votos en blanco                           | 6.776                             | 4,32                              |                                   | |
| Votos anulados                    | Votos anulados                            | 423                               | 0,27                              |                                   | |
| Total de votos                    | Total de votos                            | 156.762                           | 100                               |                                   | |

### Senado Provincial
|  | 27,72 % |

|  | 20,20 % |

|  | 19,43 % |

|  | 17,93 % |

|  | 5,29 % |

|  | 4,07 % |

|  | 3,02 % |

|  | 1,58 % |

|  | 0,71 % |

|  | 0,06 % |

|  | 95,00 % |

|  | 4,70 % |

|  | 0,30 % |

|  | 100 % |

#### Resultados por secciones electorales
| 1ª Sección Electoral 9 Senadores | 1ª Sección Electoral 9 Senadores          | 1ª Sección Electoral 9 Senadores | 1ª Sección Electoral 9 Senadores | 1ª Sección Electoral 9 Senadores | 1ª Sección Electoral 9 Senadores                                      |
| Partido                          | Partido                                   | Votos                            | %                                | Bancas                           | Electos                                                               |
| -------------------------------- | ----------------------------------------- | -------------------------------- | -------------------------------- | -------------------------------- | --------------------------------------------------------------------- |
|                                  | Partido Demócrata (PD)                    | 45.397                           | 32,57                            | 3/9                              | - Carlos Alberto Barengo - Francisco J. Moyano - Luis Guevara         |
|                                  | Partido Tres Banderas (PTB)               | 27.313                           | 19,59                            | 2/9                              | - Eduardo J. Higginson - Heriberto Lucas Palacios                     |
|                                  | Unión Cívica Radical del Pueblo (UCRP)    | 24.657                           | 17,69                            | 2/9                              | - Alberto Ricardo Day - Pedro Peralta                                 |
|                                  | Partido Blanco (PB)                       | 22.918                           | 16,44                            | 2/9                              | - Carlos A. Brandi Zapata - Ramón A. Juárez                           |
|                                  | Partido Socialista Argentino (PSA)        | 5.948                            | 4,27                             |                                  |                                                                       |
|                                  | Unión del Pueblo Argentino (UDELPA)       | 5.877                            | 4,22                             |                                  |                                                                       |
|                                  | Unión Cívica Radical Intransigente (UCRI) | 4.044                            | 2,90                             |                                  |                                                                       |
|                                  | Partido Demócrata Cristiano (PDC)         | 2.111                            | 1,51                             |                                  |                                                                       |
|                                  | Partido Demócrata Progresista (PDP)       | 923                              | 0,66                             |                                  |                                                                       |
|                                  | Cruzada Acción Nacional (CAN)             | 212                              | 0,15                             |                                  |                                                                       |
|                                  |                                           |                                  |                                  |                                  |                                                                       |
| Votos positivos                  | Votos positivos                           | 139.400                          | 94,60                            |                                  |                                                                       |
| Votos en blanco                  | Votos en blanco                           | 7.349                            | 4,99                             |                                  |                                                                       |
| Votos anulados                   | Votos anulados                            | 616                              | 0,42                             |                                  |                                                                       |
| Total de votos                   | Total de votos                            | 147.365                          | 100                              |                                  |                                                                       |
| 2ª Sección Electoral 9 Senadores |                                           |                                  |                                  |                                  |                                                                       |
| Partido                          | Partido                                   | Votos                            | %                                | Bancas                           | Electos                                                               |
|                                  | Unión Cívica Radical del Pueblo (UCRP)    | 23.656                           | 27,29                            | 3/9                              | - Alejandro Manzur - Guillermo Valentín Hervida - Gerónimo Montenegro |
|                                  | Partido Demócrata (PD)                    | 19.957                           | 23,02                            | 2/9                              | - Carlos E. Galletti - Santiago Mayorga                               |
|                                  | Partido Tres Banderas (PTB)               | 16.928                           | 19,53                            | 2/9                              | - Salvador Ferrari - Federico Hamelau                                 |
|                                  | Partido Blanco (PB)                       | 15.841                           | 18,28                            | 2/9                              | - Basilio Manuel Liberal - Adelaida Grau Bassas de Montenegro         |
|                                  | Partido Socialista Argentino (PSA)        | 3.109                            | 3,59                             |                                  |                                                                       |
|                                  | Unión del Pueblo Argentino (UDELPA)       | 3.066                            | 3,54                             |                                  |                                                                       |
|                                  | Unión Cívica Radical Intransigente (UCRI) | 2.295                            | 2,65                             |                                  |                                                                       |
|                                  | Partido Demócrata Cristiano (PDC)         | 1.256                            | 1,45                             |                                  |                                                                       |
|                                  | Partido Demócrata Progresista (PDP)       | 565                              | 0,65                             |                                  |                                                                       |
|                                  | Cruzada Acción Nacional (CAN)             | 4                                | 0,00                             |                                  |                                                                       |
|                                  |                                           |                                  |                                  |                                  |                                                                       |
| Votos positivos                  | Votos positivos                           | 86.677                           | 94,94                            |                                  |                                                                       |
| Votos en blanco                  | Votos en blanco                           | 4.471                            | 4,90                             |                                  |                                                                       |
| Votos anulados                   | Votos anulados                            | 149                              | 0,16                             |                                  |                                                                       |
| Total de votos                   | Total de votos                            | 91.297                           | 100                              |                                  |                                                                       |
| 3ª Sección Electoral 9 Senadores |                                           |                                  |                                  |                                  |                                                                       |
| Partido                          | Partido                                   | Votos                            | %                                | Bancas                           | Electos                                                               |
|                                  | Partido Demócrata (PD)                    | 38.738                           | 25,92                            | 3/9                              | - Fructuoso Bustos Cano - Ricardo Calise - Daniel Larriqueta          |
|                                  | Partido Tres Banderas (PTB)               | 28.739                           | 19,23                            | 2/9                              | - Hugo Ignacio Lorca - Heber Donato Moschetti                         |
|                                  | Partido Blanco (PB)                       | 28.577                           | 19,12                            | 2/9                              | - Miguel Ángel Tiburcio Allende - José Sánchez Martin                 |
|                                  | Unión Cívica Radical del Pueblo (UCRP)    | 27.546                           | 18,43                            | 2/9                              | - Ramón Ángel Stenta - Jesús Negral                                   |
|                                  | Partido Socialista Argentino (PSA)        | 10.810                           | 7,23                             |                                  |                                                                       |
|                                  | Unión del Pueblo Argentino (UDELPA)       | 6.342                            | 4,24                             |                                  |                                                                       |
|                                  | Unión Cívica Radical Intransigente (UCRI) | 4.990                            | 3,34                             |                                  |                                                                       |
|                                  | Partido Demócrata Cristiano (PDC)         | 2.549                            | 1,71                             |                                  |                                                                       |
|                                  | Partido Demócrata Progresista (PDP)       | 1.171                            | 0,78                             |                                  |                                                                       |
|                                  | Cruzada Acción Nacional (CAN)             | 9                                | 0,01                             |                                  |                                                                       |
|                                  |                                           |                                  |                                  |                                  |                                                                       |
| Votos positivos                  | Votos positivos                           | 149.471                          | 95,40                            |                                  |                                                                       |
| Votos en blanco                  | Votos en blanco                           | 6.776                            | 4,33                             |                                  |                                                                       |
| Votos anulados                   | Votos anulados                            | 423                              | 0,27                             |                                  |                                                                       |
| Total de votos                   | Total de votos                            | 156.670                          | 100                              |                                  |                                                                       |